# Skënder Gjinushi
Skënder Gjinushi (Valona, 24 dicembre 1949) è un matematico e politico albanese.

## Biografia
È nato a Valona, nella Repubblica Popolare Socialista d'Albania, il 24 dicembre 1949; suo padre, Et'hem Gjinushi, era un partigiano comunista originario di Hormova, in Labëria, che ha ricoperto più volte la carica di membro dell'Assemblea del Popolo. Compiuti gli studi superiori a Tirana, si è laureato in matematica presso la Facoltà di Scienze naturali dell'Università Statale di Tirana nel 1972 e ha proseguito gli studi post-laurea all'Università Pierre e Marie Curie di Parigi, dove ha conseguito un dottorato di ricerca in analisi funzionale. Subito dopo la laurea, è stato nominato professore presso il Dipartimento di matematica del suo ateneo e ha pubblicato diversi volumi su topologia e analisi funzionale.
Nel 1987 è stato eletto una prima volta all'Assemblea del Popolo, venendo nominato Ministro dell'istruzione nel terzo governo di Adil Çarçani. Successivamente, dopo la caduta del regime socialista, ha fondato il Partito Socialdemocratico (PSD), di cui è stato inoltre eletto primo leader, e alle elezioni parlamentari pluraliste del 1992 è stato rieletto al parlamento, venendo poi rieletto nel 1997, nel 2001 e nel 2005. Tra il 1997 e il 2001 è stato Presidente dell'Assemblea dell'Albania mentre tra il 2001 e il 2002 è stato Vice Primo ministro e Ministro del lavoro e delle politiche sociali nel secondo governo di Ilir Meta e nel secondo governo di Pandeli Majko.
Il 24 maggio 2019 è stato eletto con 35 voti su 44 come presidente dell'Accademia delle Scienze dell'Albania, pur ricevendo contestazioni sia da parte del mondo accademico sia da quello politico. La pedagogista Dhurata Shehri ha infatti sostenuto che il suo contributo scientifico-accademico sia piuttosto scarso mentre il Presidente della Repubblica Ilir Meta si è rifiutato di nominarlo poiché ancora leader del PSD; secondo il regolamento dell'Accademia Gjinushi non sarebbe neanche potuto essere membro, in quanto stava ricoprendo diverse cariche politiche. In risposta, Gjinushi ha affermato di aver rassegnato le dimissioni da leader del PSD già il 18 maggio 2019 ed è successivamente stato nominato presidente dell'Accademia delle Scienze, venendo rieletto nel 2023 con 51 voti su 53.

## Controversie
Nel 2000 il quotidiano Koha Jonë ha pubblicato un'intervista del giornalista Pandi Gjata a Dhori Kule, ex segretario generale del Partito Socialdemocratico d'Albania (PSD), nella quale Kule denunciava i dirigenti del partito (tra cui Gjinushi) di corruzione, nepotismo, violazione delle regole del partito e repressione del dissenso all'interno del PSD. Gjinushi in risposta denunciò Gjata per diffamazione e il giornalista fu condannato a pagare una multa di 20000 lekë poiché "il titolo dell'articolo (Gjinushi, questo pericoloso mafioso in politica) non corrisponde al contenuto dell'intervista, violando l'etica giornalistica"; in sua difesa Gjata aveva affermato che il titolo era stato scelto dal direttore Nikollë Lesi, secondo cui esso riassumeva l'opinione espressa dall'intervistato. Il caso giudiziario ha attirato l'attenzione dell'organizzazione umanitaria Human Rights Watch (HRW), che lo ha citato tra gli esempi di violazione della libertà di stampa in Albania.
Nel 2019, dopo la sua elezione a presidente dell'Accademia delle Scienze, è stato criticato per alcuni commenti sessisti rivolti alla giornalista Enkelejda Mema.